# Ługi (powiat zwoleński)
Ługi – wieś w Polsce położona w województwie mazowieckim, w powiecie zwoleńskim, w gminie Zwoleń. Ma status sołectwa.
W skład sołectwa Ługi wchodzi także Celestynów.
W latach 1975–1998 miejscowość należała administracyjnie do województwa radomskiego.
Wierni Kościoła rzymskokatolickiego należą do parafii Matki Bożej Fatimskiej w Ługach.